# Johannes Pistorius (Pastor)
Johannes Pistorius (Artopoeus), deutsch:  Johann Becker, (* 29. Juni 1528 in Husum; † 22. Oktober 1605 in Tetenbüll) war ein deutscher Pastor.

## Leben und Wirken
Johannes Pistorius war ein Sohn von Theodor Pistorius (Diedrich Becker, † 1529/33) und dessen Ehefrau Anna, die nach 1575 starb. Sein Vater „Magister Theodoricus Pistorius […] hat als erster [in Husum] angefangen, die priesterliche Tyrannei bloßzustellen“. 1527 wurde er Archidiakon an der Husumer Marienkirche neben dem Hauptpastor Hermann Tast.
Seine Schulbildung erhielt Johannes Pistorius in der Husumer Lateinschule und dem Johanneum Lüneburg. Ab 1547 studierte er gemeinsam mit seinem Jugendfreund Albert Meyer Theologie in Kopenhagen. Während des Studiums lernte er die führenden Theologen Niels Hemmingsen, Johannes Machabaeus und insbesondere Paul Noviomagus kennen, die ihn förderten.
König Christian III. finanzierte Pistorius einen Studienaufenthalt in Straßburg. Da der Reformator Martin Bucer die Stadt 1549 wegen seines Protestes gegen die durch das Augsburger Interim verfügte Rekatholisierung verlassen musste und nach England ging, beendete Pistorius das Studium vorzeitig. Ab dem Sommer 1551 begleitete er als Hofmeister zwei Söhne des dänischen Adligen Eiler Hardenberg zum Studium nach Wittenberg. Dort studierte er bei Philipp Melanchthon, den er lebenslang „parens et praeceptor“ nannte.
1554 ging Pistorius erneut nach Kopenhagen. Gemeinsam mit seinem Freund Erik Hardenberg besuchte er danach bekannte Universitätsstädte in Mitteleuropa, darunter Heidelberg, Straßburg, Basel, Leiden, Paris und Padua. 1557 lebte er in Kopenhagen und zog von dort nach Husum. Im selben Jahr wurde er zum Pastor von Tetenbüll ernannt und von Hans Tausen in Ripen ordiniert. In Tetenbüll blieb er von 1558 bis zu seinem Lebensende Pfarrer.
Mit der Unterstützung des Stallers Caspar Hoyer wurde Pistorius 1584 erster Propst von Eiderstedt. Seine Freunde forderten ihn wiederholt dazu auf, Berufungen zum Hofprediger in Kopenhagen und Gottorf nachzukommen, was Pistorius jedoch ablehnte. Der Grund hierfür war vermutlich nicht nur Bescheidenheit. Stattdessen ist zu vermuten, dass er theologischen Konflikten aus dem Weg gehen wollte, die aufgrund seiner Positionen möglich erschienen. Zwar äußerte er sich zumeist mäßigend in kirchlichen Angelegenheiten, stand jedoch auf der Seite Melanchthons in der Abendmahlslehre und urteilte in privaten Notizen scharf über strenge Lutheraner. Außerdem sprach er sich dagegen aus, die Konkordienformel in der Gottorfer Landeskirche einzuführen.
Pistorius hinterließ eine Bibliothek, deren Reste zeigen, dass er sich intensiv mit der reformierten Theologie beschäftigte.

## Bedeutung als Theologe
Pistorius schrieb lediglich eine nach den Tagen des Kalenders sortierte Zusammenstellung historischer Daten. Diese Sammlung ist eine umfangreiche Quelle für die Historie von Kirche und Geistlichen dieser Zeit. Weitere Publikation sind nicht bekannt. Trotzdem war er ein angesehener Theologe. Dies zeigt sich bspw. in der Unterstützung seitens der Theologen aus Kopenhagen, eine Beurteilung durch Melanchthon und die Rufe an bedeutende Höfe.
Durch seine freundschaftliche Kooperation mit Paul von Eitzen hatte Pistorius gewissen Einfluss in der Landeskirche Gottorfs. Herzog Friedrich II. bat beide Theologen, alle Kirchen und Schulen einer Generalvisitation zu unterziehen. Dieses Vorhaben musste aufgrund des Todes des Herzogs unterbrochen werden.

## Familie
Am 14. August 1558 heiratete Pistorius Margaretha (Mette) Meyers, die am 6. Juni 1596 starb. Ihr Vater Henrich Meyer war Bürgermeister von Bremervörde, ihre Mutter war Margaretha Hoyers, eine Schwester des Husumer Vogts Johann Hoyer (1500–1577) und Cousine des Stallers Caspar Hoyer.
Pistorius hatte vier Töchter und zwei Söhne. Der Sohn Theodor Pistorius (oder Dirk Becker) (1568–1615) wirkte ab ungefähr 1600 als Diakon in St. Peter und schrieb lateinische Gelegenheitsgedichte.